# Liste des armes de la Terre du Milieu
Pour un article plus général, voir Liste d'objets de la Terre du Milieu.

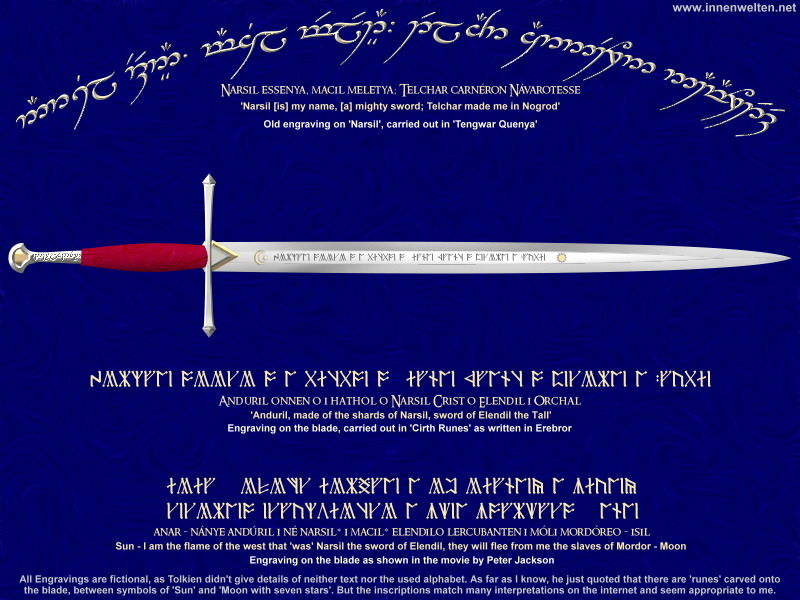
Reproduction de la version d'Andúril tirée de la série de films du Seigneur des anneaux de Peter Jackson.

Cet article recense les armes de la Terre du Milieu présentes dans l'œuvre de l'écrivain britannique J. R. R. Tolkien et dans les différentes adaptations de ses romans, Le Seigneur des anneaux et Bilbo le Hobbit.

## Arcs

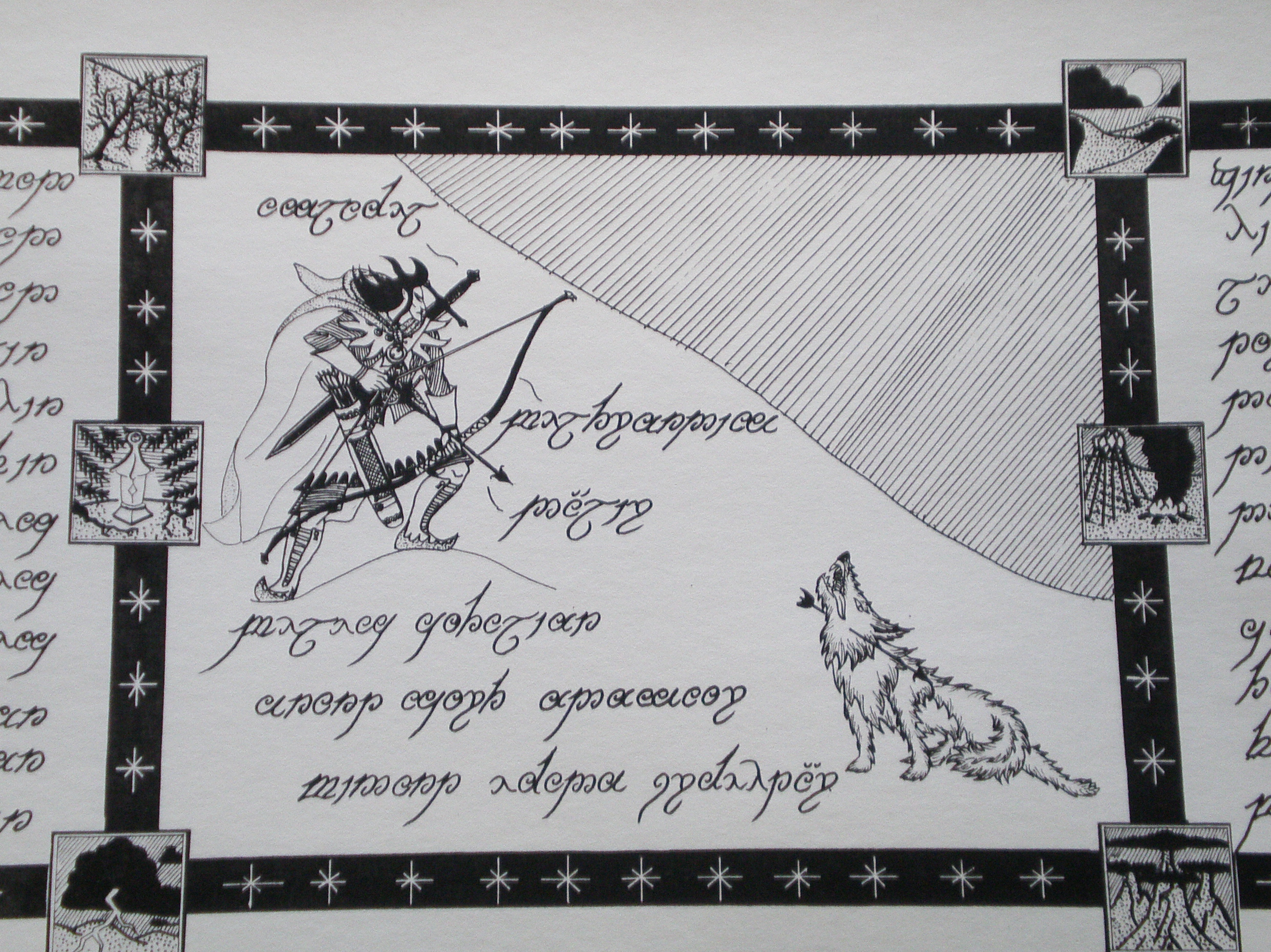
Une représentation de Beleg armé de Belthronding.

### Belthronding
Belthronding est l'arc de Beleg, capitaine des Elfes de Doriath, taillé dans le bois noir d'un if. Il a été enterré avec son possesseur par Gwindor et Túrin.

## Épées

### Andúril
Andúril (la « Flamme de l'Ouest » en quenya) est le nom donné par Aragorn à Narsil, l'ancienne épée d'Elendil (le père d'Isildur) qu'Aragorn fit reforger à Fondcombe avant d'aller combattre lors de la guerre de l'Anneau.

### Anglachel
Anglachel est l'une des deux épées forgées par Eöl l'Elfe Noir, composée de galvorn, le noir métal noir créé par lui. Son nom vient du Sindarin ang, "fer", lach, "flamme bondissante" et êl, "étoile".
Le roi Thingol reçoit l'épée d'Eöl en échange de la permission pour ce dernier de vivre à Nan Elmoth. Plusieurs siècles plus tard, Beleg la prend dans les armureries de Menegroth lorsqu'il part à la recherche de l'homme nommé Túrin Turambar, en dépit du sombre pressentiment de la reine Melian. Lorsque Beleg retrouve Tùrin, enlevé par des Orques, il le libère mais, dans l'obscurité, Túrin le prenant pour un Orque, se saisit d'Anglachel et tue Beleg. Il est ensuite conduit dans un état second à Nargothrond par Gwindor. Là, il fait reforger l'épée et la rebaptise Gurthang, « Fer de Mort ». Les prouesses qu'il accomplira avec elle lui vaudront son nouveau surnom de Tùrin Mormegil, « Noire Epée ».
Armé de cette épée, Túrin conduit les forces de Nargothrond contre les armées de Morgoth. Après la chute de la ville, Túrin  s'enfuit à Brethil. C'est de là qu'il affrontera l'ennemi de sa maison, le dragon Glaurung. Armé de Gurthang, Túrin transperce le seul point faible du Grand Ver, son ventre. Avant de mourir, le dragon lui révèle que Túrin a procréé avec sa sœur, Nienor. Comme Brandir l'infirme lui en fait le reproche, Túrin le tue. Mais quand il comprend la vérité, il décide de se suicider et s'adresse à l'épée, lui demandant de boire son sang. Gurthang lui répond alors d'une voix froide qu'elle boira son sang pour effacer celui de Beleg, son maitre, et celui de Brandir, tué injustement. Túrin se jette ensuite sur l'épée, qui le tue et se brise sous lui. Il est ensuite enterré par les Elfes avec l'arme de son destin.
Dans une version de la Dagor Dagorath écrite par Tolkien (et qui avait sa préférence), Tùrin revient à la vie au royaume béni d'Amman et, luttant avec les peuples libres et les Valar, c’est lui qui tue Morgoth, plongeant Gurthang dans son cœur.[réf. souhaitée]

### Angrist
Angrist est un poignard forgé par le Nain Telchar pour le Ñoldo Curufin. Beren s'en empare et s'en sert pour extraire un Silmaril de la Couronne de Fer de Morgoth. Sa lame se brise lorsque Beren tente d'en arracher un second, et l'éclat blesse la joue de Morgoth, endormi par le chant de Lúthien.

### Anguirel
Anguirel est la seconde épée forgée dans le galvorn par Eöl. Son fils, Maeglin, la lui dérobe en quittant Nan Elmoth, et elle disparaît avec lui lorsqu'il est tué par Tuor au cours de la chute de Gondolin. Son nom se traduirait en Sindarin par "Fer de l'Etoile Ardente" ou "Fer Ardent d'Etoile", ang signifiant "fer", uir ayant pour sens "ardent", et êl qui se traduit par "étoile".

### Aranrúth
Aranrúth, « Ire Royale », est le nom de l'épée du roi Thingol de Doriath. Lorsque Beleg revint à Menegroth, Thingol lui offre tout ce qu'il souhaite de ses arsenaux, mis à part son épée.

### Dard
Dard est le nom d'une dague elfique forgée dans la cité de Gondolin. Perdue lors du sac de la cité au Premier Âge de la Terre du Milieu, elle est retrouvée au Troisième Âge par Bilbon Sacquet (Bilbo Baggins en anglais) dans un repaire de Trolls des montagnes ; celui-ci l'offre par la suite à son neveu Frodon pendant la guerre de l'Anneau.

### Dagmor
D'après Le Lai de Leithian, Dagmor est le nom de l'épée Beren Erchamion.

### Glamdring

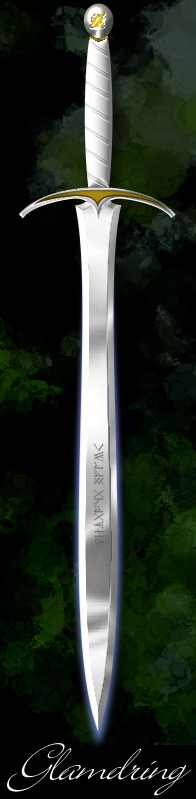
Une représentation de Glamdring.

Glamdring, l'« Assommoir à Ennemis » (ou le « Marteau à Ennemis » dans la première traduction), surnommée par les Gobelins  « Cogneuse » (ou « Batteuse » dans la première traduction), est une lame elfique forgée à Gondolin, trouvée bien plus tard dans un repaire de Trolls des montagnes par Gandalf le Gris. Elle lui sert notamment à terrasser le Balrog de la Moria. Elle est la sœur de l'épée Orcrist.

### Gurthang
Gurthang, « Acier de Mort » (du sindarin gurth (mort) et ang (fer)), est le nom d’Anglachel après qu'elle fut reforgée pour Túrin Turambar, qui s'en servira pour tuer le dragon Glaurung.
Cette arme semble être douée d'intelligence puisqu'elle répond à Turambar lorsqu'il lui demande si elle veut bien boire sa vie. Elle se brisera en tuant Túrin qui se jeta sur elle. Elle fut alors placée avec lui dans sa tombe.
Comme dit précédemment, dans une version de Dagor Dagorath écrite par Tolkien (et qui avait sa préférence), Tùrin revient à la vie au royaume béni d'Aman et, luttant avec les peuples libres et les Valar face aux forces de Morgoth, il le tue ce dernier en plongeant Gurthang dans son cœur.[réf. souhaitée]

### Gúthwinë
Gúthwinë est le nom de l'épée d'Éomer de Rohan.

### Hadhafang
Hadhafang est l'épée de l'elfe Arwen Étoile du Soir dans les films de Peter Jackson. Elle n'apparaît pas dans l'œuvre de J. R. R. Tolkien, mais son nom est attesté.

### Herugrim
Herugrim est le nom de l'épée du roi Théoden de Rohan.

### Narsil
Narsil est le nom de l'épée d'Elendil, qui fut brisée lors du combat entre lui et Sauron à la fin du Deuxième Âge de la Terre du milieu. À la fin du Troisième Âge, elle est reforgée pour Aragorn, son lointain descendant, et prend pour nom Andúril, la « Flamme de l'Ouest ».

### Orcrist
Orcrist, la « Pourfendeuse de Gobelins » (ou « Fendoir-à-Gobelins » dans la première traduction), surnommée « Mordeuse » par ces derniers, est le nom de l'épée-sœur de Glamdring, également forgée à Gondolin.
Elle est découverte par Thorin dans un repaire de Trolls durant l'expédition en Erebor. À sa mort, elle est placée sur sa tombe, au cœur de la Montagne Solitaire, où elle brille dès qu'un ennemi approche, caractéristique d'une lame elfique.

### Ringil
Ringil est l'épée de Fingolfin, le Haut-Roi des Elfes Ñoldor, avec laquelle il livre son dernier combat singulier contre Morgoth, le Seigneur des Ténèbres. C'est avec cette arme qu'il blessa l'Ennemi au pied à de nombreuses reprises, les blessures étant si sévères qu'elles ne se refermèrent pas.

## Haches

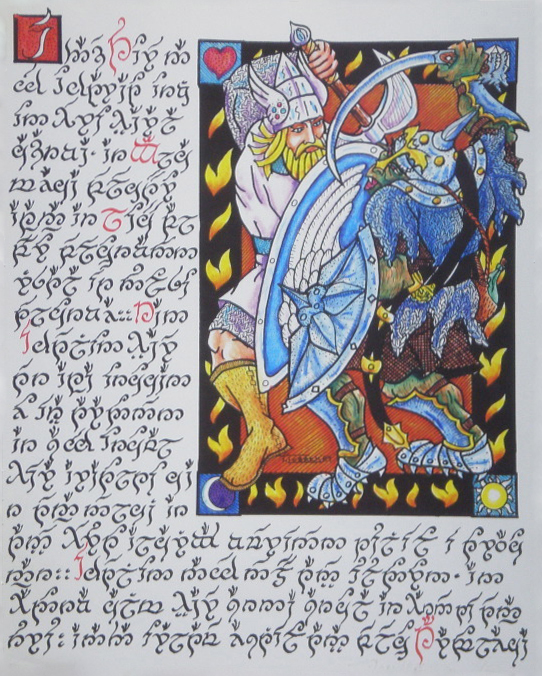
Représentation de Tuor armé de Dramborleg.

### Dramborleg
Dramborleg (« sourd-aigu » en sindarin) est la hache de Tuor, « sourde » car elle est puissante, et « aigu » car sa lame est fine. Elle reste à ses descendants après son départ pour l'Ouest et entre finalement dans le trésor royal de Númenor. Elle disparaît lors de la submersion de l'île, en l'an 3319 du Second Âge.

## Lances

### Aeglos
Aeglos (« Pointe de Neige » en sindarin) est la lance de Gil-Galad, dernier Haut-Roi des Ñoldor, avec laquelle il combat durant la guerre de la Dernière Alliance.
Une fleur porte également ce nom.

## Masses d'armes

### Grond
Grond est la masse d'arme de Morgoth, avec laquelle il tue Fingolfin lors du duel les opposant. La masse est aussi surnommée le « Marteau des enfers ». La puissance des coups portés par Morgoth avec cette arme est telle que des cratères se formaient sur le sol.
Grond (traduit en VF par « Broyeur ») est aussi du nom du bélier de guerre utilisé par l'armée de Sauron pour détruire les portes de Minas Tirith lors de la Bataille des Champs du Pelennor.